# Rakuen Tsuihou: Expelled from Paradise
Rakuen Tsuihou: Expelled from Paradise (楽園追放, Rakuen Tsuihō) é um filme japonês de anime de ficção científica. Dirigido por Seiji Mizushima, e escrito por Gen Urobuchi, o filme foi produzido pelos estúdios Graphinica, Toei Animation e Nitroplus e distribuído por T-Joy e Toei Company.
Sua primeira exibição pública foi na Europa, na convenção de anime sueca ConFusion em 11 de dezembro de 2014. Seiji Mizushima foi quem participou do evento.

O filme foi distribuído nos Estados Unidos pela Aniplex USA em 13 de dezembro de 2014, e na Alemanha pela distribuidora KSM.

## Enredo
Angela Balzac é uma agente na estação espacial DEVA, cujos habitantes não possuem corpos físicos, suas mentes foram digitalizadas e transformadas em um ambiente de realidade virtual. Depois de não conseguir rastrear o hacker conhecido como "Frontier Setter", que havia se infiltrado em dezenas de sistemas Deva várias vezes para reunir aliados para sua causa, mas não teve sucesso. Ela é encarregada de procurar ele na Terra, que agora é um planeta estéril, onde o resto dos seres humanos vivem. Após receber um corpo orgânico, é enviada para a superfície. Angela encontra Dingo, seu mensageiro na Terra, corta todas as comunicações com sua base, para evitar que Frontier Setter descubra sua localização, e também suas manifestações.
As investigações de Angela e Dingo os levam à uma cidade abandonada, onde eles encontram Frontier Setter, que é revelado ser um AI desenvolvido para supervisionar a construção do Genesis Ark, uma nave projetada para uma viagem espacial profunda, e de alguma forma desenvolveu uma consciência própria, continuando seu trabalho muito depois de seus mestres morressem. Percebendo que Frontier Setter não pretende fazer nenhum mal, Angela deixa seu corpo e relatórios para seus superiores na DEVA, que pediram para ela destruí-lo, achando que podia ser uma ameaça, mas ela se recusa. Angela é então condenada a ter sua mente armazenada em um arquivo para sempre, mas Frontier Setter invade o sistema para resgatá-la. Angela regressa à Terra com seu corpo, suprimentos e armamentos, ela e Dingo unem forças para lutar contra outros agentes de Deva, e logo acham um foguete, e levam Frontier Setter e o módulo final do Genesis Ark. Angela e Dingo em seguida, fogem, enquanto Frontier setter começa sua jornada no espaço.

## Elenco
- Rie Kugimiya como Angela Balzac
- Shin'ichirō Miki como Dingo
- Hiroshi Kamiya como Frontier Setter

## Produção

### Desenvolvimento
Expelled from Paradise foi desenvolvido em um projeto cinematográfico entre a  Toei Animation e Nitroplus. O filme foi dirigido por Seiji Mizushima famoso por dirigir séries de anime bem conhecidas, como Fullmetal Alchemist e Mobile Suit Gundam 00.
Gen Urobuchi escreveu o roteiro, que também escreveu o de Puella Magi Madoka Magica e criou a light novel Fate/Zero.

## Marketing

### Pré-estreia
Um trailer intitulado "Diva Communication" foi lançado no site oficial em 30 de setembro de 2013.